# Quei giorni insieme a te
Quei giorni insieme a te, pubblicato nel 1974, è dodicesimo album in studio della cantante italiana Ornella Vanoni.

## Il disco
L'album viene pubblicato dalla casa discografica Ariston, che l'artista aveva lasciato da poco per fondare una sua etichetta, la Vanilla, con la Fonit Cetra.
Il brano che dà il titolo all'album fa parte della colonna sonora del film Non si sevizia un paperino di Lucio Fulci dove lo si ascolta provenire da una radio mentre il personaggio de la maciara, interpretato da Florinda Bolkan, viene massacrato a colpi di catena in un cimitero. 
Copertina apribile realizzata in cartoncino tramato. All'interno una foto in bianco e nero della cantante sul palco che, nell'edizione spagnola, verrà utilizzata per il fronte di copertina.

## Tracce
1. Quei giorni insieme a te - 3:28 - (Iaia Fiastri-Riz Ortolani)
2. Après l'amour - 2:51 - (Charles Aznavour)
3. Non so più come amarlo (I Don't Know How to Love Him) - 3:49 - (Vito Pallavicini - Andrew Lloyd Webber - Tim Rice)
4. C'è qualcosa che non sai - 3:02 - (Piero Pintucci - Bernini)
5. Piccolo amico (O pequeno amigo) - 4:06 - (Giorgio Calabrese- Paulinho Nogueira)
6. Uomo uomo - 3:09 - (Luciano Beretta-Nicola Aprile - D.Giachini)
7. In questo silenzio - 2:32 - (Alberto Salerno - A.Ferrari)
8. Yesterday - 2:29 - (John Lennon - Paul McCartney)
9. Acqua di settembre (Four Days in September) - 3:52 - (Mario Coppola - David Lewis)
10. Quando sei triste prendi una tromba e suona - 2:56 - (Nisa - Corrado Lojacono)
11. The Nearness of You - 2:22 - (Ned Washington - Hoagy Carmichael)
12. Sto con lui - 2:51 - (Franco Califano - Ornella Vanoni - Ginluigi Guarnieri - Antonio Balducci)

## Formazione

### Artista
- Ornella Vanoni - voce

### Arrangiamenti
- Riz Ortolani
- Pino Calvi
- Franco Orlandini
- Gianfranco Lombardi
- Franco Pisano
- Gian Piero Reverberi
- Simon Luca
- Massimo Salerno